# 亀井修
亀井 修（かめい おさむ、1945年9月14日 - ）は小学館常務取締役。新潟県出身。

## 来歴
- 1968年 - 早稲田大学第一商学部卒業後、小学館の「週刊少年サンデー」編集部の編集部員として入社。
- 1995年 - 「週刊少年サンデー」編集部部長
- 2002年6月 - 小学館取締役
- 2006年5月 - 小学館常務取締役。

## プロデュース作品
- 2001年 - 「犬夜叉 時代を越える想い」
- 2002年 - 「名探偵コナン ベイカー街の亡霊」、「模倣犯」、「犬夜叉 鏡の中の夢幻城」
- 2003年 - 「名探偵コナン 迷宮の十字路」、「あずみ」、「犬夜叉 天下覇道の剣」
- 2004年 - 「名探偵コナン 銀翼の奇術師」、「NIN×NIN 忍者ハットリくん THE MOVIE」
- 2005年 - 「名探偵コナン 水平線上の陰謀」
- 2006年 - 「名探偵コナン 探偵たちの鎮魂歌」、「日本沈没」
- 2007年 - 「名探偵コナン 紺碧の棺」、「ALWAYS 続・三丁目の夕日」
- 2008年 - 「相棒 -劇場版- 絶体絶命! 42.195km 東京ビッグシティマラソン」
- 2009年 - 「鑑識・米沢の事件簿」

## テレビ出演
- 日経スペシャル カンブリア宮殿 「ニッポン少年マンガ　過去の50年　未来の50年」（2009年3月23日、テレビ東京）- 小学館常務として出演[1]。